# Université nationale de Yokohama
L'université nationale de Yokohama (横浜国立大学, Yokohama Kokuritsu Daigaku, couramment abrégée en Yokokoku, 横国) est une université nationale japonaise, située à Yokohama dans la préfecture de Kanagawa.

## Composantes
L'université est structurée en facultés de 1er cycle (学部, gakubu), qui ont la charge des étudiants de 1er cycle universitaire, et en facultés de cycles supérieurs (研究科, kenkyūka), qui ont la charge des étudiants de 2e et 3e cycle universitaire.

### Facultés de1ercycle
L'université compte 4 facultés de 1er cycle (学部, gakubu).
- Faculté d'éducation et de sciences humaines
- Faculté d'économie
- Faculté d'administration des affaires
- École d'ingénierie

### Facultés de cycles supérieur
L'université compte 4 facultés de cycles supérieurs (研究科, kenkyūka).
- Faculté d'éducation
- Faculté de sciences sociales
- Faculté d'ingénierie
- Faculté des sciences de l'environnement et de l'information

## Personnalités liées à l'université

### Professeurs
- Masayoshi Watanabe (né en 1954), chimiste
- Yōko Ōta, géographe

### Étudiants
- Koshi Inaba, chanteur
- Shunji Iwai, réalisateur
- Kihachirō Kawamoto, réalisateur
- Hironobu Sakaguchi, créateur de jeu vidéo, à l'origine des Final Fantasy
- Hiromichi Tanaka, développeur de jeux vidéo
- Ryūe Nishizawa, architecte, prix Pritzker 2010